# Suore ancelle del santuario
Le suore ancelle del santuario sono un istituto religioso femminile di diritto pontificio.

## Storia
La congregazione fu fondata a Piacenza nel 1882 da Giuseppe Masnini De Cornati (1843-1902).
Inizialmente le suore si dedicarono al servizio all'interno del convitto "Nazzareno" di Piacenza, poi si diffusero in altre città di Emilia e Lombardia; nel 1895 il fondatore fu costretto ad abbandonare il convitto di Piacenza e assunse la direzione di un ricovero per mendicanti a Terlizzi, dove fu raggiunto dalle sue suore che vi stabilirono la casa-madre.
L'istituto ricevette il pontificio decreto di lode il 19 luglio 1930 e le sue costituzioni furono approvate definitivamente dalla Santa Sede il 16 maggio 1939.

## Attività e diffusione
Le religiose si dedicano all'istruzione e all'educazione cristiana della gioventù e all'assistenza, anche domiciliare, ad anziani e ammalati.
Oltre che in Italia, sono presenti in Ecuador; la sede generalizia, dal 1939, è a Roma.
Alla fine del 2008 la congregazione contava 70 religiose in 14 case.